# Conselho de Ministros da União Soviética
O "Conselho" (Comitê), de Ministros da União Soviética (em russo: Совет министров СССР, translit. Soviet ministrov SSSR; algumas vezes chamado Sovmin) foi o mais alto corpo executivo e administrativo da União Soviética, entre o pós-guerra e o fim do regime soviético.

## História
Em 8 de novembro de 1917, após a vitória dos bolcheviques na Revolução de Outubro, foi instituído o Conselho do Comissariado do Povo (em russo, Совет народных коммиссаров, translit.: Sovet narodnykh komissarov ou SovNarkom ou ainda SNK), durante o Segundo Congresso Pan-Russo de Sovietes.
A revolução de 1917 tencionava criar um governo de operários e camponeses. Assim, o poder político passou a ser exercido por conselhos (ou sovietes) de operários, camponeses e soldados.
Trotsky considerava burguesa a forma tradicional de organização do poder executivo - com um conselho de ministros nomeado pelo chefe de governo - e pretendia organizar as coisas de maneira diferente num estado operário.
Em 1917, o Congresso dos Sovietes apresentou o primeiro Conselho de Comissários do Povo da República Soviética, para dirigir a Rússia em nome de seus trabalhadores, e elegeu Vladimir Lenin como primeiro chefe do Conselho.
Segundo a Constituição soviética de 1918, o governo da RSFSR seria exercido pelo Conselho dos Comissários do Povo - o corpo principal de governo do país.
Quando da criação da URSS, em 1922, o órgão passou a chamar-se Conselho de Comissários do Povo da União Soviética (em russo: Совет народных комиссаров СССР; translit.: Sovet narodnykh komissarov SSSR), mantendo-se todavia o padrão do Sovnarkom, vigente na RSFSR.
Um Comissariado do Povo (em russo, Народный комиссариат, translit.: Narodny komissariat ou Narkomat) era equivalente a um ministério; portanto, um Comissário do Povo (em russo Народный комиссар, translit.: Narodny komissar ou Narkom) tinha status similar ao de ministro. O chefe do Conselho dos Comissários do Povo tinha funções comparáveis às de um primeiro-ministro.
As atribuições do Sovnarkom da União foram definidas pela Constituição soviética de 1924. As repúblicas soviéticas tinham seus próprios Sovnarkom, responsáveis pela gestão doméstica.
Em 1946, os Sovnarkoms foram substituídos por Conselhos de Ministros, tanto no nível da União quanto das repúblicas soviéticas. O Sovnarkom da União passou a chamar-se Conselho de Ministros da União Soviética, ficando sediado dentro do Kremlin, perto do edifício do Presidium do Soviete Supremo. Com a mudança de nomenclatura, os comissários do povo passaram a ser ministros de estado e os comissariados do povo tornaram-se departamentos do governo.